# Gijsbertus Derksen

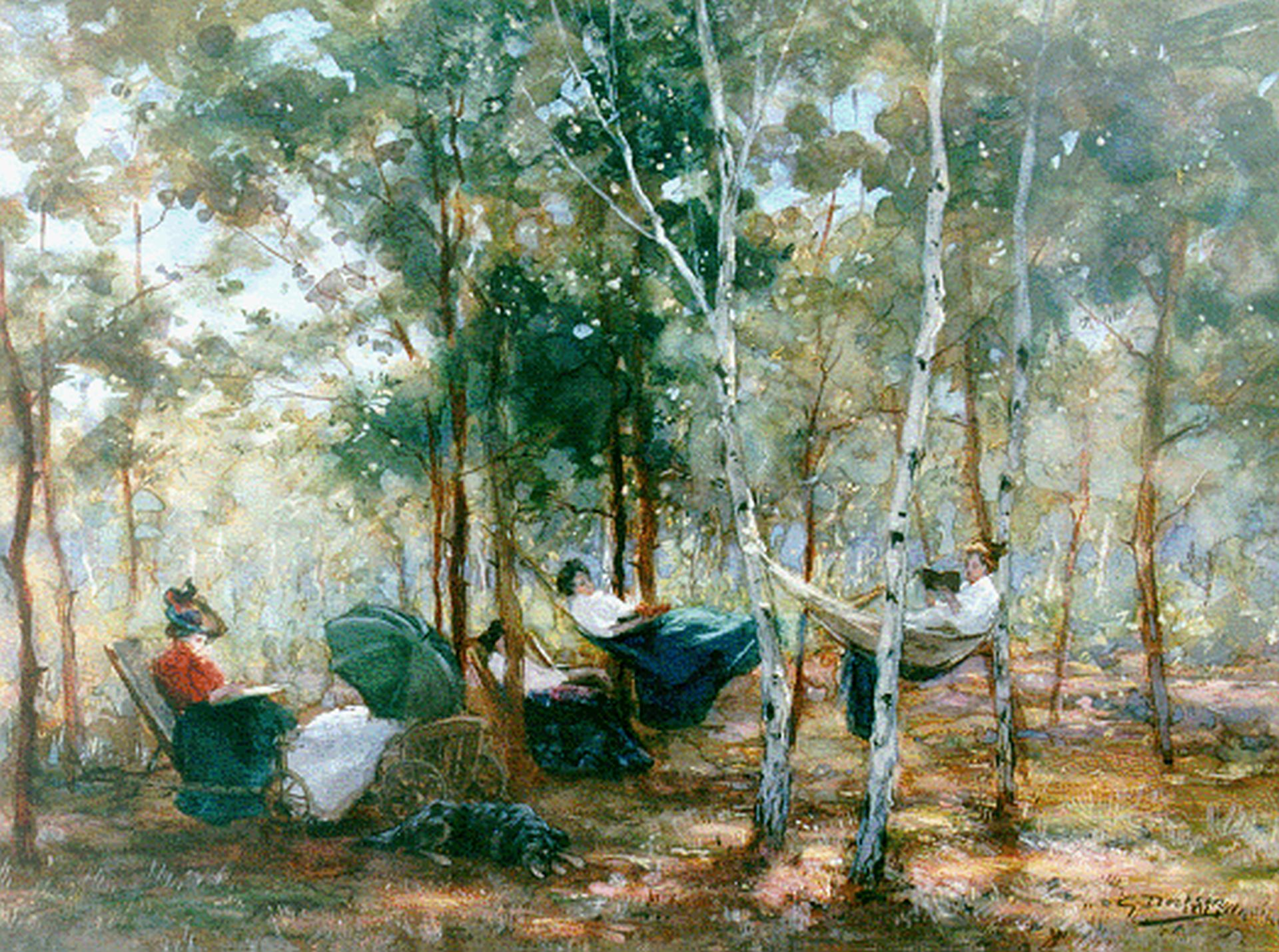
Sommermittag

Gijsbertus Derksen (* 25. November 1870 in Doesburg; † 23. April 1920 in Arnhem) war ein niederländischer Maler, Zeichner und Aquarellist.
Derksen wollte schon als Kind Maler werden. Er erhielt seinen ersten Unterricht bei Henricus Jansen. Anschließend studierte er an der Koninklijke Academie van Beeldende Kunsten in Den Haag und später an der Rijksakademie van beeldende kunsten in Amsterdam bei August Allebé und Nicolaas van der Waay. 
Nach seinem Studium ließ er sich in Zelhem im Achterhoek nieder, wo er Heintje Gerdessen heiratete und Lehrer an einer Abendschule wurde. Er arbeitete auch als Maler und hatte sein Atelier in einem Schuppen in der Nähe seines Hauses. Er malte hauptsächlich Landschaften und Figuren, meistens in der Freilichtmalerei, in einem realistischen, manchmal impressionistischen Stil mit viel Aufmerksamkeit für Farbe und Licht. Er schuf auch Porträts.
Derksen unternahm Studienreisen nach Paris und Italien. Er war Mitglied der  Kunstenaarsvereniging „Sint Lucas“ und „Arti et Amicitiae“ in Amsterdam und stellte 1907 auf der Ausstellung Niederländischer Lebender Meister aus. Nach einer schwächenden Krankheit starb er 1920, weniger als 50 Jahre alt. 